# Siân Mulholland
Siân Mulholland (* 3. April 1959) ist eine australische Radsporttrainerin und ehemalige Radsportlerin. Sie war die erste Frau, die für Australien bei UCI-Weltmeisterschaften antrat.

## Sportliche Laufbahn
Siân Mulholland begann 1971 mit dem Radsport und war in ihrem Verein in Gilgandra die einzige Frau. Zu dieser Zeit gab es noch keine nationalen Meisterschaften für Frauen in Australien.
Nachdem Mulholland in Australien keine gleichwertigen Gegnerinnen mehr gefunden hatte, suchte sie die größere Herausforderung bei den UCI-Bahn-Weltmeisterschaften 1982 im britischen Leicester. Vom australischen Radsportverband wurde sie dabei kaum unterstützt: Zwar wurden die Startgebühren übernommen, alle anderen Kosten musste sie jedoch selbst tragen. Bei den Weltmeisterschaften belegte sie den zehnten Platz im Sprint. Seitdem sind bei allen Bahn-Weltmeisterschaften Sportlerinnen aus Australien an den Start gegangen.
Siân Mulholland wurde viermal australische Meisterin, 1982 und 1984 australische Radsportlerin des Jahres und 1982 und 1986 Radsportlerin des Jahres von New South Wales, 2003 zudem ACT Masters Track Cyclist of the Year. Sie war die erste Frau, die an dem Straßenrennen von Goulburn nach Sydney über 225 Kilometer teilnahm. Bei ozeanischen Meisterschaften errang sie Bronze im Sprint.

## Trainerin und Funktionärin
Nach dem Ende ihrer eigenen sportlichen Laufbahn im Jahre 1990 arbeitete Siân Mulholland als Radsporttrainerin und organisierte zahlreiche Trainingslager für Frauen. Sie überzeugte Verbände, Vereine und Sponsoren, Radrennen für Frauen auszurichten und kontaktierte Radsportlerinnen, um sie zu überzeugen, Rennen zu propagieren und daran teilzunehmen. Sie setzt sich dafür ein, dass Frauen ein gleich hohes Preisgeld wie die Männer erhalten. 2012 führte sie als Trainerin die Paracycling-Radsportlerin Susan Powell zu Gold bei den Sommer-Paralympics 2012 in London. Sie ist Managerin und Sportliche Leiterin des Frauen-Radsportteams, das an der nationalen Straßenrenn-Serie in Australien teilnimmt (Stand 2014).
Zweimal wurde Mulholland zum Trainer des Jahres des Australian Capital Territory (ACT) gewählt und 2009 in die ACT Sport Hall of Fame aufgenommen. Im Dezember 2014 wurde Siân Mulholland in Monaco mit dem IOC Women and Sport Award für den Kontinent Ozeanien ausgezeichnet, als eine von sechs Preisträgerinnen.